# مصائب آنا
مصائب آنا (انگلیسی: The Passion of Anna) فیلمی به کارگردانی اینگمار برگمان است که در سال ۱۹۶۹ منتشر شد. از بازیگران آن می‌توان به ماکس فون سیدو، لیو اولمان، بیبی آندرشون و ارلاند یوسفسن اشاره کرد. این فیلم در سایت imdb توانسته نمره‌ی ۷/۶ را کسب کند.